# N
N (en, minuskuła: n) – czternasta litera alfabetu łacińskiego i osiemnasta polskiego. Oznacza zwykle w danym języku spółgłoskę przedniojęzykową nosową, np. [n].
Nazwę tej litery w języku polskim wymawia się en.

## Inne reprezentacje litery N
| Sygnalizacja                            | Sygnalizacja       | Sygnalizacja | Język migowy | Język migowy | Język migowy | Alfabet Braille’a |
| flaga Międzynarodowego Kodu Sygnałowego | Alfabet semaforowy | Kod Morse’a  | francuski    | kanadyjski   | polski       | Alfabet Braille’a |
| --------------------------------------- | ------------------ | ------------ | ------------ | ------------ | ------------ | ----------------- |
|                                         |                    | Nⓘ           |              |              | i            |                   |